# Distrito de Atiúrievski
Distrito de Atyuryevsky (en ruso: Атю́рьевский райо́н; en moksha: Атерень аймак; en erzya: Атюрьбуе) es un distrito administrativo y municipal (raión), uno de los veintidós en la República de Mordovia, Rusia. Se encuentra en el occidente de la república. El área del distrito es de 82 km². Su centro administrativo es la localidad rural (un selo) de Atyuryevo. Según el Censo de 2010, la población total del distrito era de 10.952, y la población de Atyuryevo representa el 40,4% de ese número.

## Estado administrativo y municipal
En el marco de las divisiones administrativas, el distrito de Atyuryevsky es uno de los veintidós de la república. El distrito está dividido en once selsoviets que comprenden cincuenta localidades rurales. Como división municipal, el distrito se incorpora como Distrito Municipal de Atyuryevsky. Sus once selsoviets se incorporan a once asentamientos rurales dentro del término municipal. El selo de Atyuryevo sirve como centro administrativo del distrito administrativo y municipal.